# Udamocercia frantzi
Udamocercia frantzi is een steenvlieg uit de familie Notonemouridae. De wetenschappelijke naam van de soort is voor het eerst geldig gepubliceerd in 1961 door Illies.